# Prismatomeris sessiliflora
Prismatomeris sessiliflora är en måreväxtart som beskrevs av Jean Baptiste Louis Pierre och Charles-Joseph Marie Pitard. Prismatomeris sessiliflora ingår i släktet Prismatomeris och familjen måreväxter. Inga underarter finns listade i Catalogue of Life.